# Heinrich Barth (filosofo)
Heinrich Barth (Basilea, 3 febbraio 1890 – Basilea, 22 maggio 1965) è stato un filosofo svizzero, di orientamento esistenzialista.
Studioso del pensiero di Platone, Kant e Agostino, prese parte al movimento della teologia dialettica iniziato da Karl Barth, suo fratello maggiore.
Dapprima insegnante all'istituto femminile basilese, fu poi docente all'Università di Basilea per oltre trent'anni.

## Opere (elenco parziale)
- Philosophie der Erscheinung (1947)
- Erkenntnis der Existenz (1965)
- Existenzphilosophie und neutestamentliche Hermeneutik (1967)